# Parsosoran
Parsosoran is een bestuurslaag in het regentschap Tapanuli Utara van de provincie Noord-Sumatra, Indonesië. Parsosoran telt 1374 inwoners (volkstelling 2010).